# 第9师团 (日本陆军)
第9师团，又称金泽师团，是大日本帝國陸軍的一个甲种师团，是日军在二战爆发前17个常备师团之一，装备较精良，是日军战斗力最强的师团之一，在战争中经常打恶仗、硬仗。光於淞滬會戰該師團就在1937年9月27日至11月9日之間至少戰死3,833名、戰傷8,527名。至1937年12月南京淪陷，該師團至少戰死4,357名，受傷9,690名，然該師團經理部在1938年1月編撰的資料卻顯示該師團自1937年9月上岸至1937年底這3個月內承受戰死傷人數累積多達3萬，遠多於戰死4,357名，受傷9,690名這個數據，其中絕大多數應被國軍斃傷於上海陣地作戰，其後之追擊戰與南京戰役也承受大量傷亡。该师团被指控违反《日内瓦公约》参加了南京大屠杀。

## 太平洋战争
1944年6月美军在中太平洋的塞班岛登陆，7月7日塞班日军全军覆没，第9师团被编入日军牛岛满中将的第32军防卫冲绳，第32軍制定了以第9师团为中心的在冲绳滩头痛击美军的作战计划，第9师团在冲绳南部大量构筑反登陆工事。
1944年11月4日，為了抽出第32军的一個兵團至比島（菲律賓），大本營・第10方面軍・第32军在台北召開會議，但是台北會議在不得要領的狀況下散會。但为了填补日军在台湾的兵力不足，同年12月末第9师团被调往台湾新竹。
1945年4月，美军跳过台湾直接攻击冲绳，第9师团调防臺湾的部署，事後被称为“参谋本部这辈子最大的失敗”。
日本精锐之第9师团在没有和美军交战的情况下，毫無用途，在台湾投降了。

## 歴代師團長
- 大島久直 中将：明治31年（1898年）10月1日 - 明治39年7月6日
- 塚本勝嘉 中将：明治39年（1906年）7月6日 - 明治41年12月21日
- 神尾光臣 中将：明治41年（1908年）12月21日 - 大正元年12月26日
- 川村宗五郎 中将：大正元年（1913年）12月26日 - 大正5年3月24日
- 橋本勝太郎 中将：大正5年（1916年）3月24日 - 大正8年7月25日
- 松浦寛威 中将：大正8年（1919年）7月25日 - 大正11年11月24日
- 星野庄三郎 中将：大正11年（1922年）11月24日 - 大正14年5月1日
- 伊丹松雄 中将：大正14年（1925年）5月1日 - 昭和2年7月26日
- 永井来 中将：昭和2年（1927年）7月26日 - 昭和5年12月22日
- 植田謙吉 中将：昭和5年（1930年）12月22日 - 昭和7年9月1日
- 荒蒔義勝 中将：昭和7年（1932年）9月1日 - 昭和9年8月1日
- 外山豊造 中将：昭和9年（1934年）8月1日 - 昭和10年12月2日
- 山岡重厚 中将：昭和10年（1935年）12月2日 - 昭和11年12月1日
- 蓮沼蕃 中将：昭和11年（1936年）12月1日 - 昭和12年8月26日
- 吉住良輔 中将：昭和12年（1937年）8月26日 - 昭和14年12月1日；参谋长中川广大佐
- 樋口季一郎 中将：昭和14年（1939年）12月1日 - 昭和17年8月1日
- 原守 中将：昭和17年（1942年）8月1日 - 昭和20年4月7日
- 田坂八十八 中将：昭和20年（1945年）4月7日 - 終戦

## 第9师团建制
- 第9师团
- 步兵第6旅团：旅团长秋山義兌少将
  - 步兵第7联队
  - 步兵第35联队
- 步兵第18旅团：旅团长井出宣时少将
  - 步兵第19联队
  - 步兵第36联队
- 骑兵第9联队
- 山炮兵第9联队
- 工兵第9联队
- 辎重兵第9联队
- 通信队
- 卫生队：第1至第4野战医院

## 最終所屬部隊
- 第9师团
- 歩兵第7聯隊（金沢）：朝生平四郎大佐
- 歩兵第19聯隊（敦賀）：露口同大佐
- 歩兵第35聯隊（富山）：三好喜平大佐
- 搜索第9联队
- 山砲兵第9聯隊：都村宗一大佐
- 工兵第9聯隊：三池明少佐
- 輜重兵第9聯隊：鈴木幸一大佐
- 第9師団通信隊

## 相關項目
- 大日本帝國陸軍師團列表